# Leza de Río Leza
Leza de Río Leza település Spanyolországban, La Rioja autonóm közösségben. Leza de Río Leza Clavijo, Ribafrecha, Lagunilla del Jubera és Soto en Cameros községekkel határos. Lakosainak száma 43 fő (2024).

## Népesség
A település népessége az elmúlt években az alábbi módon változott:
| Lakosok száma | 26   | 49   | 52   | 52   | 50   | 41   | 37   | 42   | 40   | 43   |
|               | 2001 | 2004 | 2007 | 2009 | 2012 | 2014 | 2017 | 2019 | 2022 | 2024 |